# Garamond

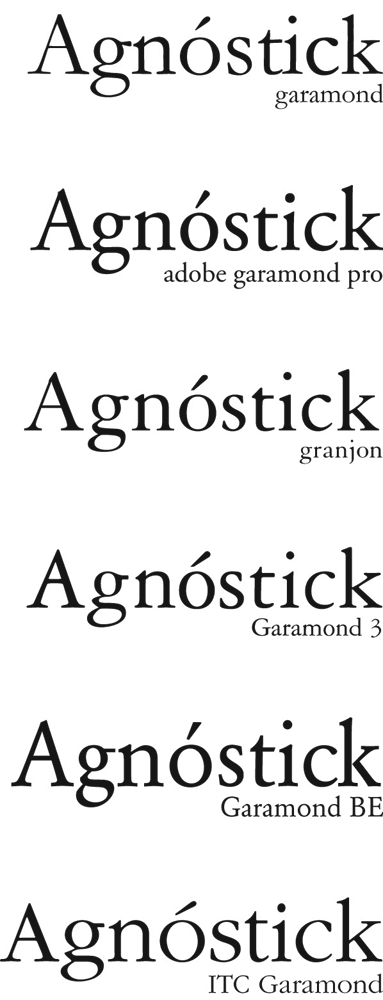
Tipus diferents de Garamond

La família tipogràfica Garamond ha estat una de les més esteses i influents de la història de la tipografia. També és considerada una de les millors romanes creada per Claude Garamond el segle xvi a França. Rebé la influència del venecià Aldo Manuzio i la font tallada per Francesco Griffo per al llibre De Aetna del 1495. Tot i així la Garamond original no fou identificada fins a principis del segle xx. Abans d'aquestes dates s'utilitzaven unes tipografies creades temps després de la mort del seu creador.
Avui en dia la versió que es considera més aconseguida és la que va realitzar a la foneria Stempel, l'any 1924, on es van utilitzar els dissenys originals creats per Claude Garamond per a les cursives i romanes.